# Pieter Claesz
Pieter Claesz (1596/7 ? – 1661 Haarlem) byl holandský malíř. V Haarlemu se usadil kolem roku 1617 a žil zde až do své smrti. Byl malířem zobrazení snídaňových zátiší. Jeho synem byl Nicholas Berch, který se proslavil taktéž malířstvím, tentokrát orientovaným na malby krajin.
Claesz je jméno vytvořené z názvu Claes Zoon. Proto jeho vlastní jméno není doposud známo.
Ve svých dílech zobrazoval tematiku typickou pro baroko, a to nicotnost, pomíjivost života (vanitas).

## Obrazy

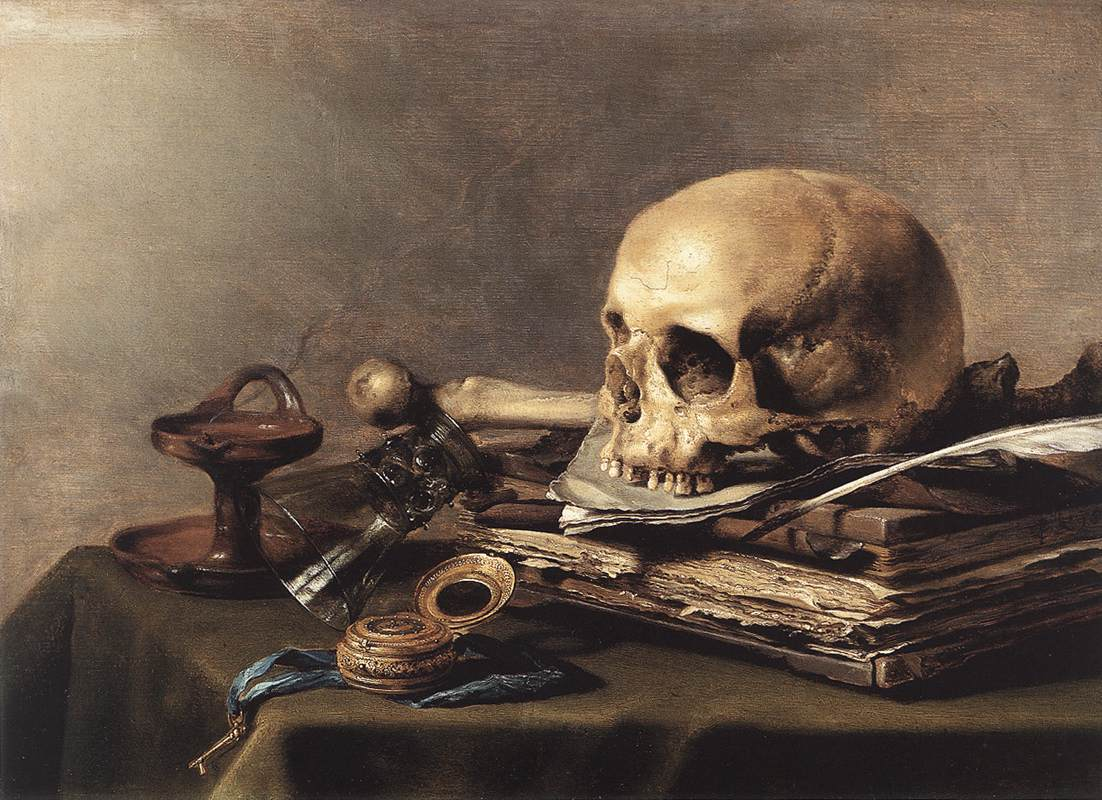
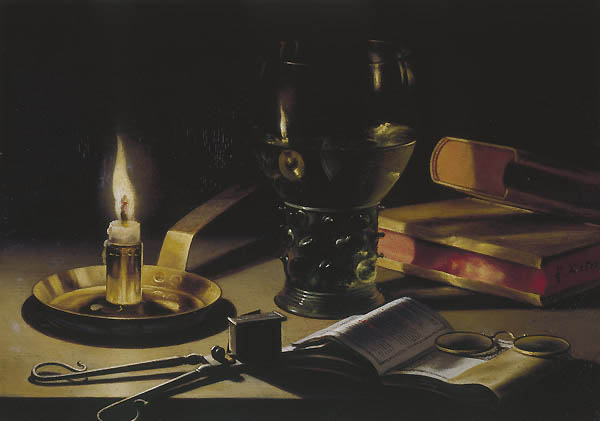
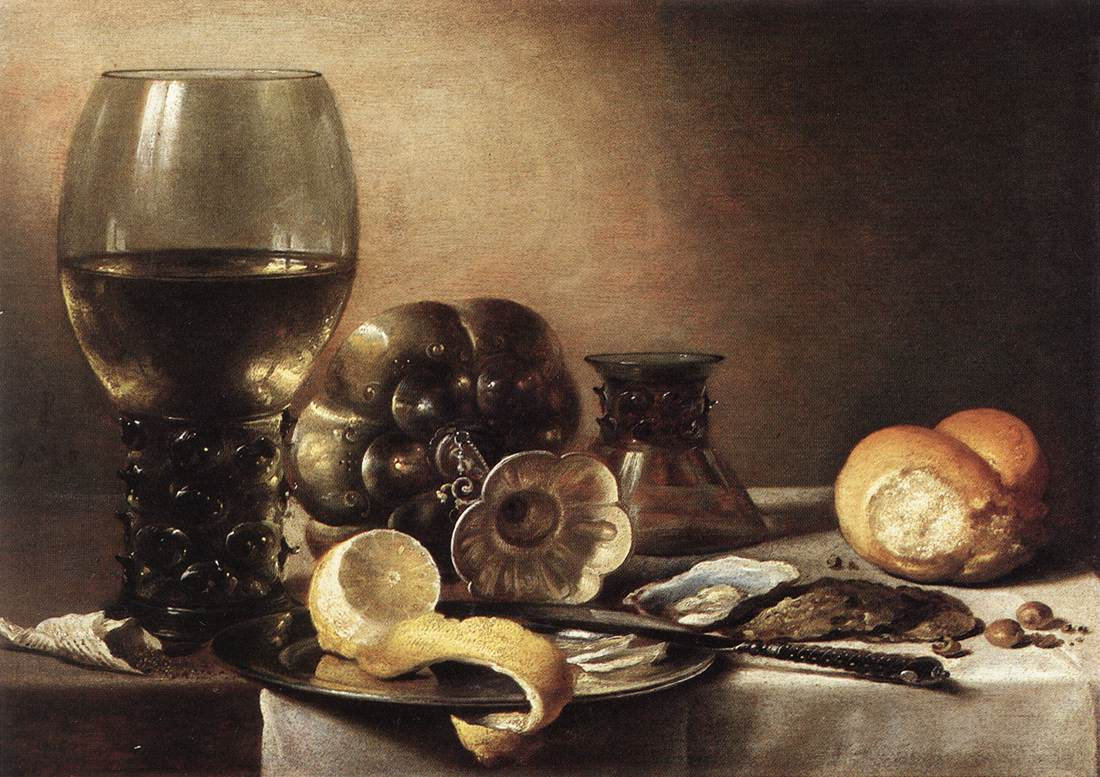
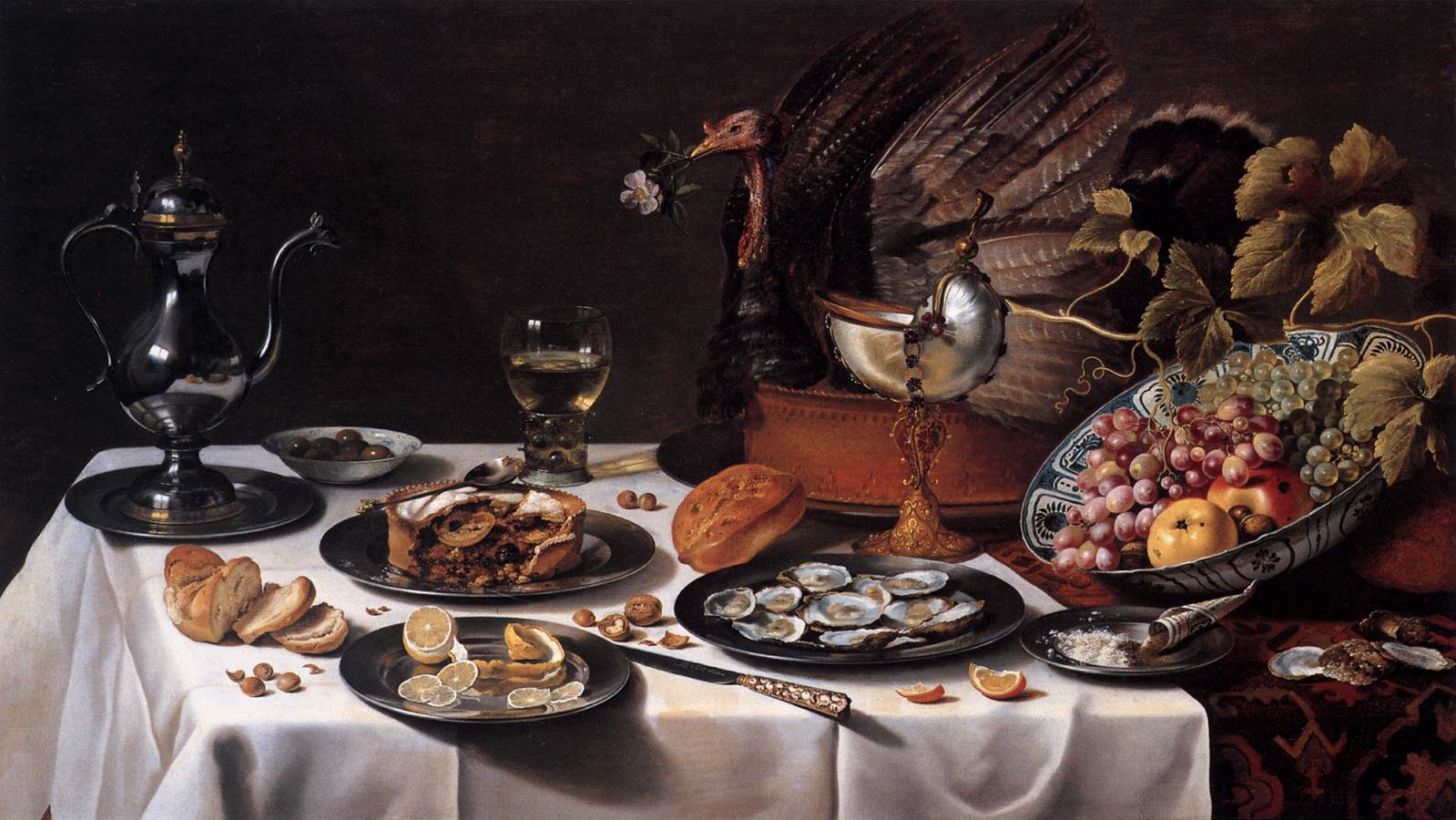
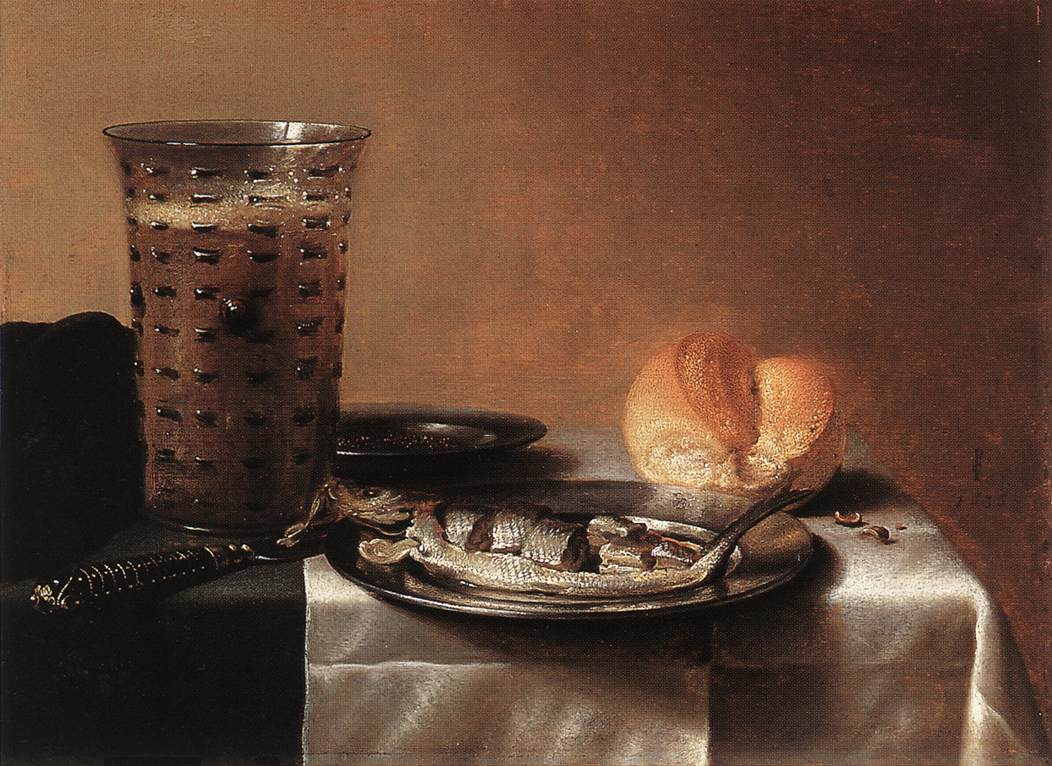